# Голик, Юрий Владимирович
Голик Юрий Владимирович — народный депутат СССР, депутат Верховного Совета СССР. Заслуженный юрист Российской Федерации (2022).

## Биография
Родился 22 февраля в Томске.  В 1969 году окончил среднюю школу в Анжеро-Судженске.  Окончил юридический факультет ТГУ . В 1984 году доцент , затем декан юридического факультета КемГУ.  С 1981 года кандидат юридических наук. 
С 1989 г. – народный депутат СССР, с 1990 г. – председатель Комитета Верховного Совета СССР по вопросам правопорядка и борьбы с преступностью, член Президиума Верховного Совета СССР.
В 1991 году председатель комитета при президенте СССР по координации деятельности правоохранительных органов.
С 1994 года доктор юридических наук.
Звание - Генерал-майор таможенной службы
В 2004-2005 годах работал начальником правового департамента Министерства культуры РФ.
Выдвигался на выборы в Госдуму РФ в 2007 году от партии «Народный союз» в Липецкой региональной группе.
Некоторое время работал в Елецком государственном университете.
В 2019 году профессор кафедры уголовного права и криминологии Московской академии Следственного комитета Российской Федерации.

## Сочинения
- Случайный преступник. Томск, 1984;
- Уголовно-правовая политика: тенденции и перспективы. Красноярск, 1991;
- Уголовно-правовое стимулирование позитивного поведения: вопросы теории. Новосибирск, 1992;
- Организованная преступность: тенденции, перспективы борьбы. Владивосток, 1999;
- Российское уголовное право. Владивосток, 1999–2002.
- Синдром Кущёвки. Краснодарская станица как маленькое зеркало больших проблем // Независимая газета – политика. 2010. 7 декабря;
- Преступник не имеет национальности // Независимая газета. 2010. 21 декабря;
- Деятельность государств по совершенствованию международно-правового регулирования борьбы с преступностью // Актуальные проблемы государствоведения. М.: Изд-во РГТЭУ, 2010.

## Награды
- Заслуженный юрист Российской Федерации (14 ноября 2022 года) — за заслуги в научно-педагогической деятельности, подготовке квалифицированных специалистов и многолетнюю добросовестную работу[2]
- Благодарность Министра культуры и массовых коммуникаций Российской Федерации (27 июля 2005 года) — за многолетний и плодотворный труд в отрасли[3]